# Camellia paucipunctata
Camellia paucipunctata là một loài thực vật có hoa trong họ Theaceae. Loài này được (Merr. & Chun) Chun mô tả khoa học đầu tiên năm 1940.